# 死亡威胁
死亡威胁是指一个人或一群人對他人威胁或揚言殺死對方。这些威胁通常旨在恐吓受害者以操控對方。例如有人對公眾人物發出死亡威胁試圖劝阻對方进行刑事调查或宣传。死亡威胁可以通过多种媒介传播，例如信件、报纸、出版物、电话、網誌和电子邮件。在大多数司法管辖区，死亡威胁是一种严重的刑事犯罪。